# Église Saint-Gilles de Termonde
L'église Saint-Gilles (en néerlandais : Sint-Gillis-Binnenkerk ou kerk Sint-Egidius Intra Muros) est une église de style gothique et néo-baroque située à Termonde, en Belgique, dans la province de Flandre-Orientale.

## Localisation
L'église Saint-Gilles se situe dans la partie sud du centre-ville de Termonde, nettement plus au sud que l'église Notre-Dame, la Grand-Place et l'Hôtel de ville.
Elle se dresse à l'angle de la rue de Bruxelles (Brusselsestraat) et de la place des Héros (Heldenplein), à quelques dizaines de mètres de la ruelle qui donne accès au béguinage Saint-Alexis.

## Historique

### Les origines
L'origine de cette église est un hôpital fondé vers 1214 par Mathilde I de Termonde et consacré à saint Gilles,.
En 1223, l'hôpital est offert par Mathilde aux Cisterciennes et transformé en abbaye, mais cette abbaye déménage dès 1228 au Zwijvekekouter,.
L'hôpital Saint-Gilles abandonné devient alors le siège de la nouvelle paroisse, nommée « Saint-Gilles Intra Muros » (Sint-Gillis-Binnenkerk ou Sint-Egidius Intra Muros),.

### L'église gothique
La chapelle de l'hôpital devient ensuite probablement trop petite pour la nouvelle paroisse et, au milieu ou durant la seconde moitié du XIIIe siècle, une nouvelle église est construite en style gothique dans les environs immédiats de l'ancien hôpital Saint-Gilles. 
D'après une gravure figurant dans le recueil Flandria illustrata du poète, philosophe, théologien et historien brabançon Antoine Sandérus, l'église gothique avait une forme de croix latine et possédait une nef unique avec cinq chapelles transversales de chaque côté, une tour de croisée carrée, une sacristie basse et un chœur rectangulaire,.
En 1444, la ville accorde des subsides pour terminer la tour,.
La tour, le chœur et la sacristie ont été conservés à ce jour et ont été restaurés en 1866 par l'architecte Edouard Bouwens,.

### L'église de 1781
En 1779-1781, la nef de l'église gothique, devenue trop petite, est remplacée par une triple nef prolongée par un chœur à trois pans,.
La nouvelle église n'est pas dans l'axe de la tour et l'ancien chœur : en effet, l'église gothique était orientée strictement d'est en ouest, au contraire de la nouvelle l'église qui est orientée du nord-est au sud-ouest.

### La façade néo-baroque
En 1912-1913, les architectes Valentin et Henri Vaerwyck (de Gand) restaurent la nouvelle église en lui donnant une façade monumentale de style néo-baroque tout en conservant le portail du XVIIIe siècle,.

## Classement et restauration
L'église fait l'objet d'un classement comme monument historique depuis le 2 juillet 1974 et figure à l'inventaire du patrimoine immobilier de la Région flamande sous la référence 48079.
Elle a fait l'objet de deux restaurations en 1960 et 1984-1988 sous la direction de l'architecte Adrien Bressers.

## Architecture

### L'église gothique

L'église gothique
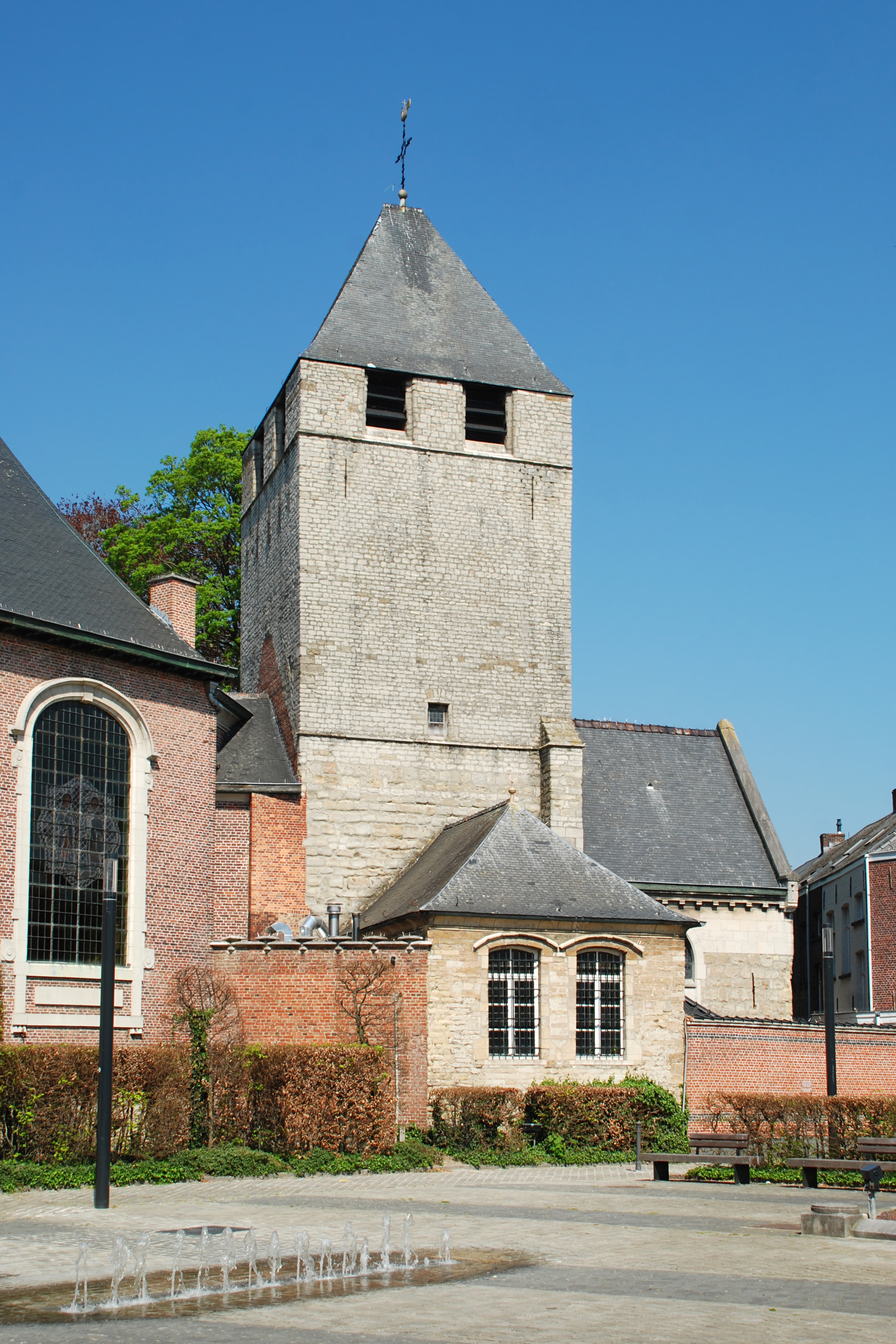
La tour de croisée et le chœur rectangulaire.
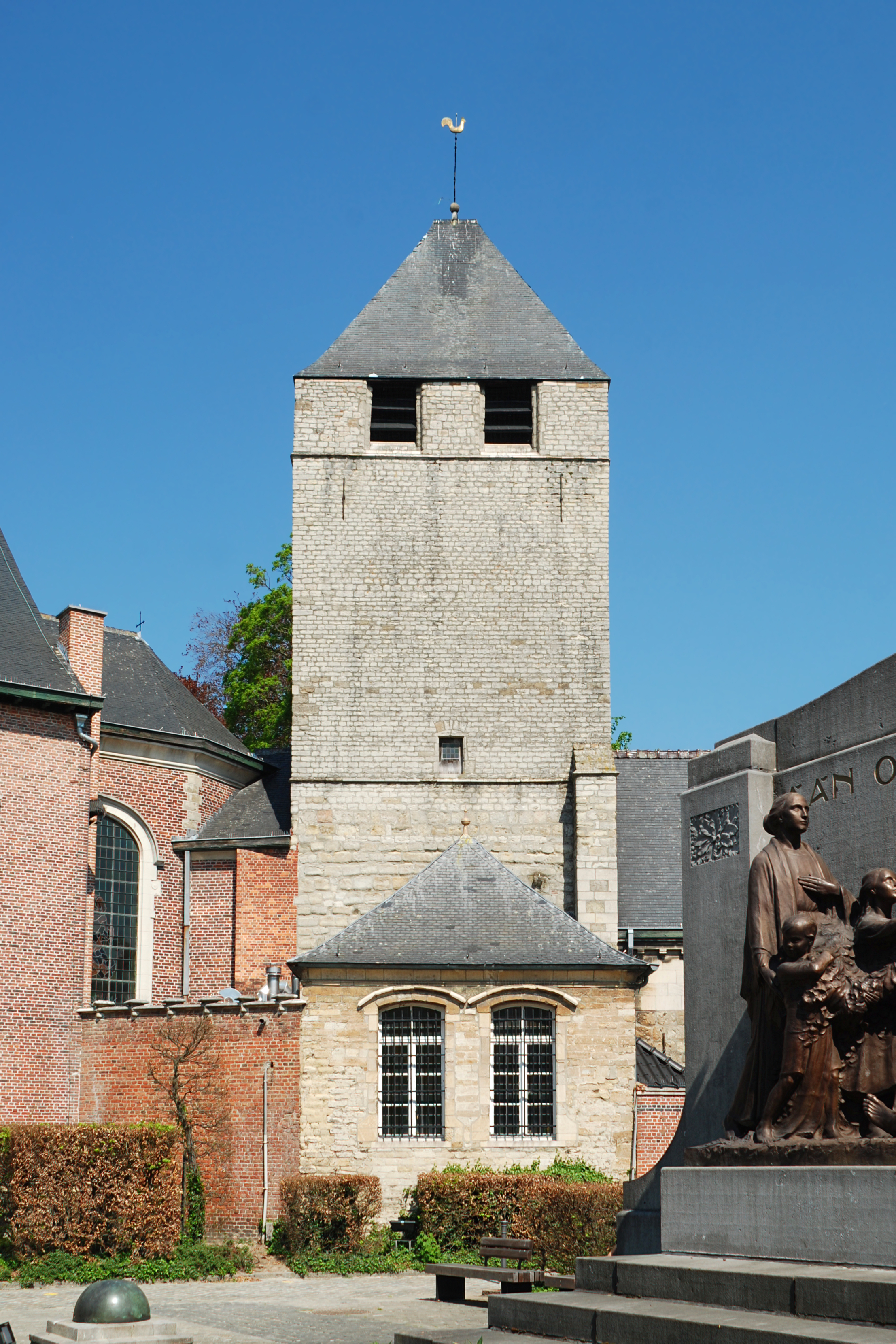
La tour de croisée vue de face.
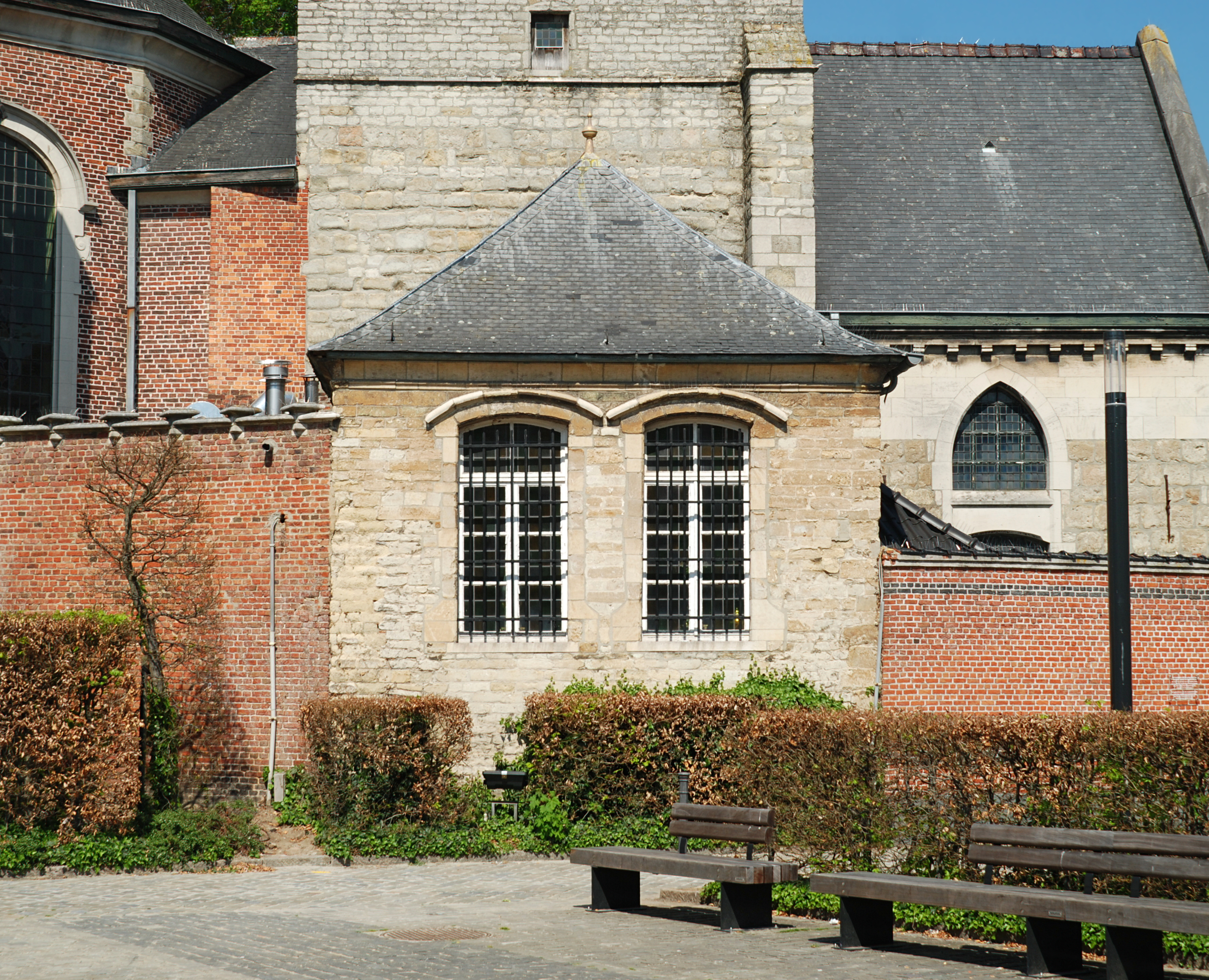
La sacristie.

### L'église de 1781 et sa façade néo-baroque

L'église de 1781 et sa façade néo-baroque
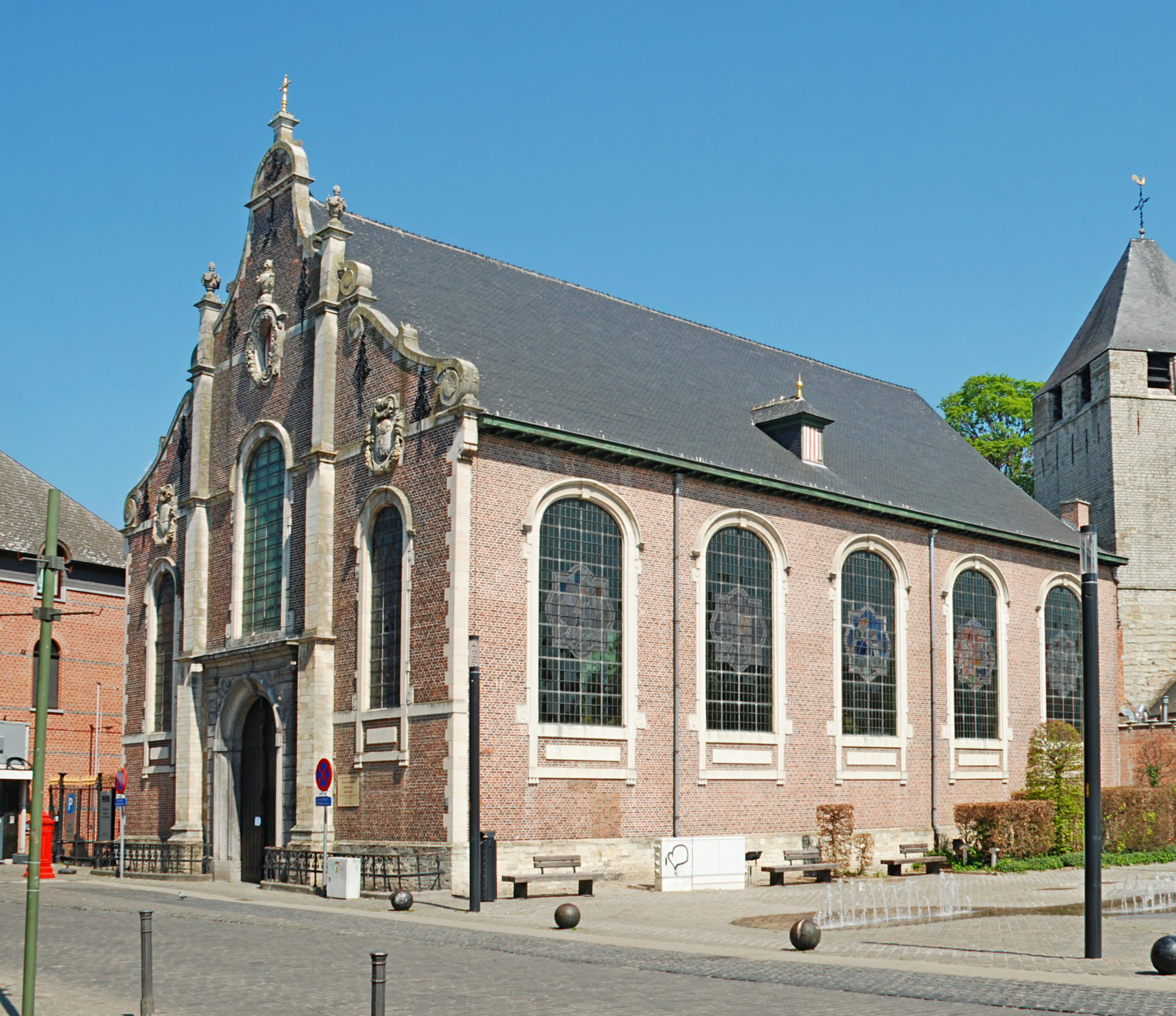
L'église de 1781.
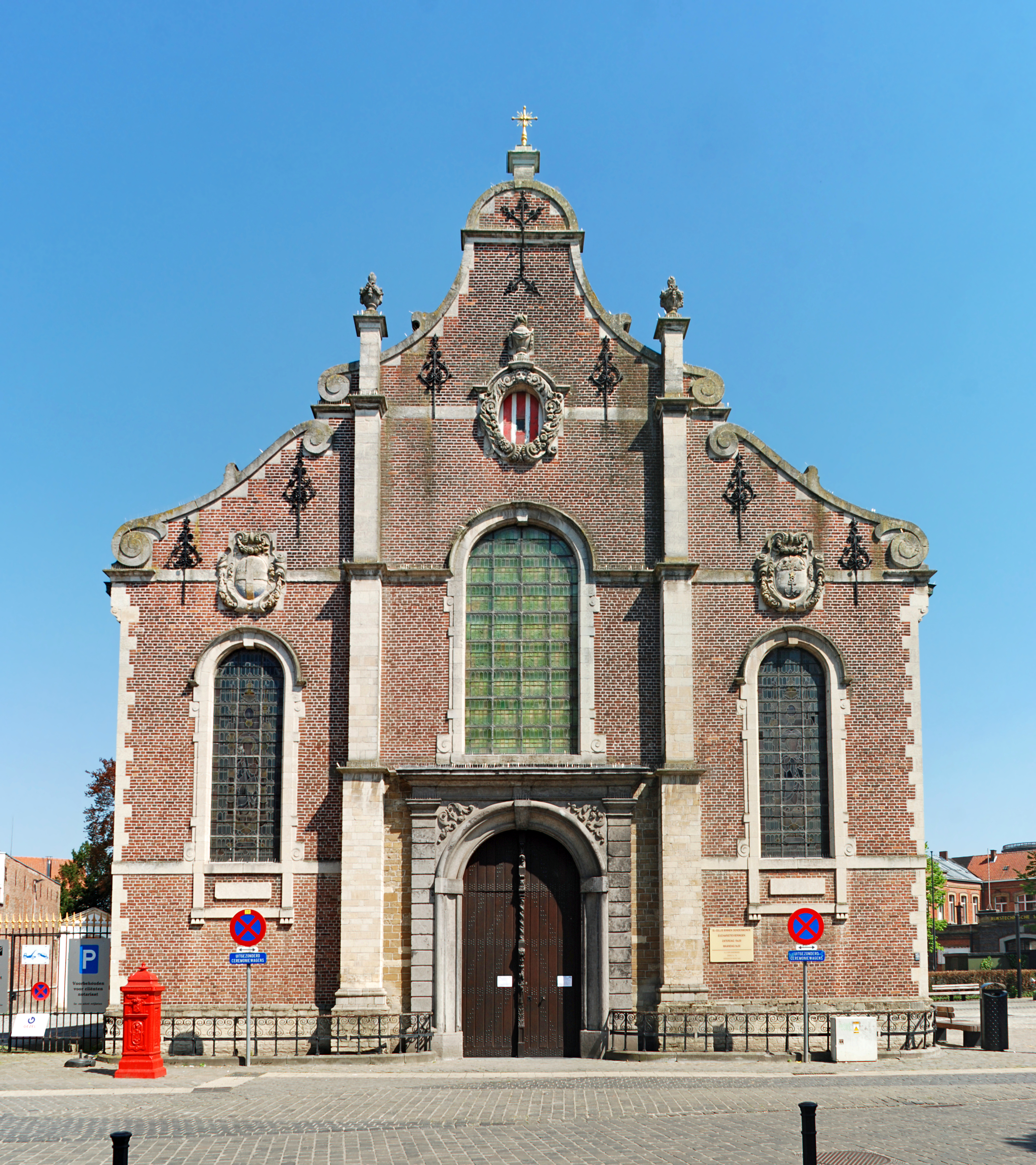
La façade néo-baroque.